# Krnješevci
Krnješevci (ćir.: Крњешевци) je naselje u općini Stara Pazova u Srijemskom okrugu u Vojvodini.

## Stanovništvo
U naselju Krnješevci prema popisu stanovništva iz 2002. godine živi živi 1.025 stanovnika, od toga 795 punoljetna stanovnika, prosječna starost stanovništva iznosi 38,5 godina (37,8 kod muškaraca i 39,2 kod žena). U naselju ima 336 domaćinstava, a prosječan broj članova po domaćinstvu je 3,05.
Prema popisu iz 1991. godine u naselju je živjelo 781 stanovnik.
| Etnički sastav 2002. |            |       |
| Narod                | Stanovnika | %     |
| Srbi                 | 943        | 92,0% |
| Romi                 | 54         | 5,26% |
| Hrvati               | 4          | 0,39% |
| Makedonci            | 4          | 0,39% |
| Mađari               | 2          | 0,19% |
| Nijemci              | 1          | 0,09% |
| Slovaci              | 1          | 0,19% |
| Slovenci             | 1          | 0,19% |
| nepoznato            | 14         | 1,36% |

| broj stanovnika | 855   | 850   | 820   | 801   | 776   | 781   | 1025  |
|                 | 1948. | 1953. | 1961. | 1971. | 1981. | 1991. | 2001. |

## Vanjske poveznice
- Karte, udaljenosti, vremenska prognoza
- Satelitska snimka naselja  Arhivirana inačica izvorne stranice od 21. veljače 2021. (Wayback Machine)